# Sint-Mariakerk (Burlo)
De Sint-Mariakerk (Duits: Kirche St. Marien) in Burlo, een Ortsteil van de Kreisstadt Borken in Noordrijn-Westfalen. Het betreft de kloosterkerk van het klooster Mariengarden, dat tevens dient  als schoolkerk van het gymnasium Mariengarden. Tot de samenvoeging van de parochies Burlo, Weseke en Borkenwirthe op 13 juli 2013 diende het gebouw ook als parochiekerk van de in Burlo woonachtige katholieken. Bij het klooster bevinden zich de klooster- en schoolgebouwen. De kerk draagt het patrocinium van het feest van Maria-Tenhemelopneming.

## Bouwgeschiedenis

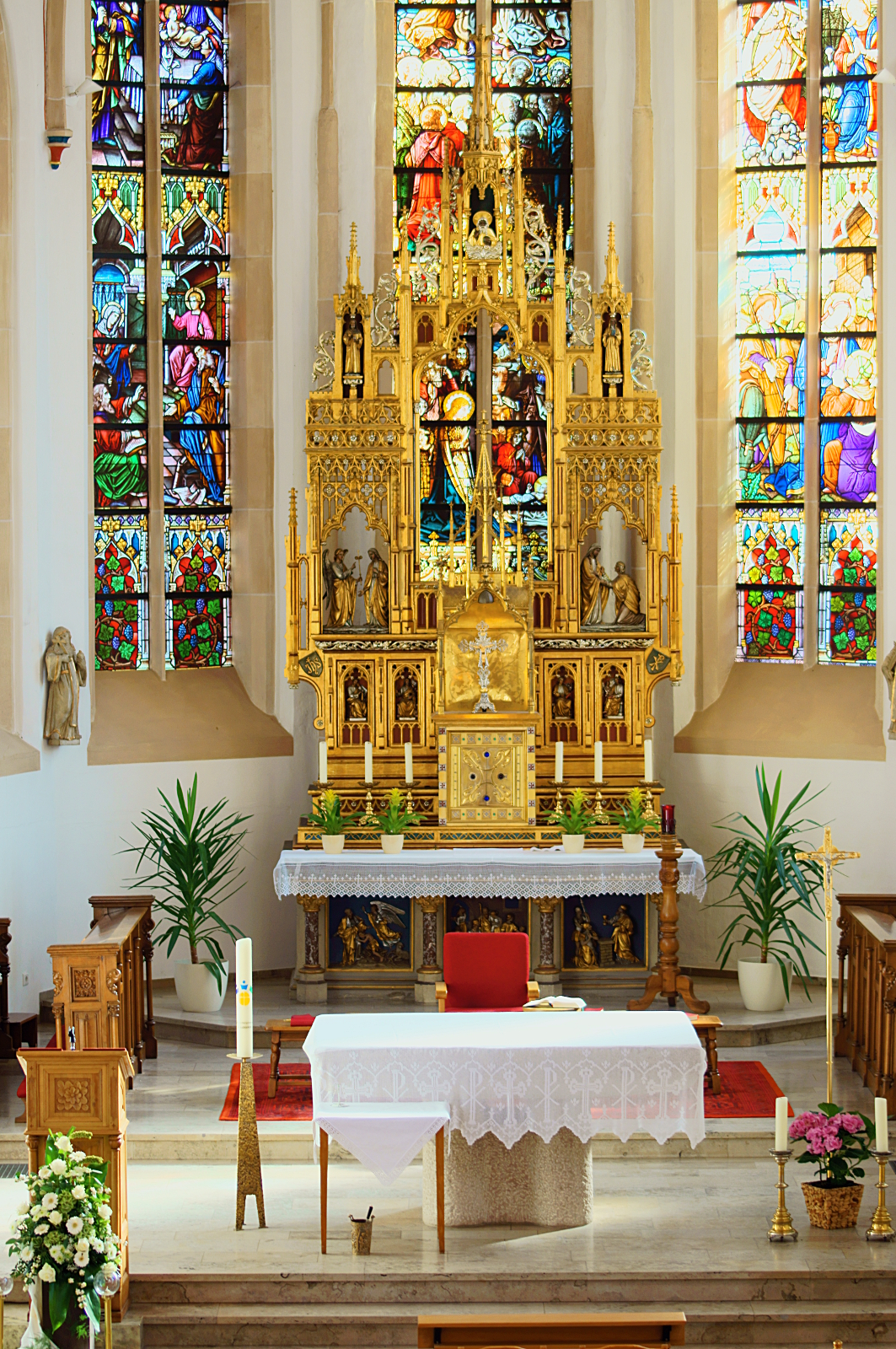
Altaarruimte

Aan de huidige kerk ging een eerste kapel vooraf, waarvan niets bewaard is gebleven. In 1245 vestigden de wilhelmieten zich hier, het oudste deel van de huidige kloosterkerk werd door deze orde gebouwd en stamt uit circa 1300.
In 1448 namen de cisterciënzers het klooster over, dat een nevenvestiging werd van het klooster Kamp. De kerk werd door de cisterciënzers aanmerkelijk verbouwd. Zo werden duidelijk zichtbaar de muren van het westelijke deel van de kerk verhoogd en werd het vermoedelijk vlakke plafond van de kerk vervangen door gewelven. De aanname dat alleen het koor uit circa 1300 en de vijf westelijke traveeën uit 1474 stammen is in tegenspraak met de stijl van  de blindnissen, die zich niet in deze latere tijd laat ordenen. Er zal nog meer onderzoek worden uitgevoerd met betrekking tot de verschillende muurdiktes en de van elkaar afwijkende steunberen van het gebouw.
De wijding van de kerk vond op 1 oktober 1474 plaats. Na verwoestingen in de Dertigjarige Oorlog werd de kerk hersteld en werden er een nieuw hoogaltaar en twee nieuwe zijaltaren opgesteld.  
In 1803 werd het klooster door de secularisatie opgeheven, echter vanaf 1921 werd de monastieke traditie van de gebouwen weer voortgezet door de Oblaten van de Onbevlekte Maagd Maria. Het kerkgebouw werd aanvankelijk door de nieuwe kloosterbewoners gepacht, maar in 1951 wist de orde de kerk ook te verwerven. In 1958 volgde nog een vergroting van de kerk met de Biechtkapel aan de noordelijke kant van het koor. Oorspronkelijk was deze kapel afgesloten en via een smalle trap verbonden met het hoofdgebouw, maar een grote doorbraak maakte later voor de bezoekers van de kapel een vrij zicht op de altaarruimte mogelijk.    
De Mariakerk werd in 1967 gerenoveerd en van een nieuw altaar voorzien. Toen werd het stucwerk aan de buitenmuren verwijderd, zodat de bakstenen muren weer tevoorschijn kwamen.

## Gebouw
Ondanks de meerdere bouwfasen van de zaalkerk toont het gebouw zich als een eenheid. Het werd van rode zandsteen gebouwd en bezit acht traveeën met een 5/10 koorafsluiting. Het met een kruisgraatgewelf overdekte interieur heeft in het oosten een breedte van 7,40 meter en 7,85 meter in het westen, de lengte is 39 meter en de binnenhoogte circa 12 meter. In de dakruiter hangen twee klokken uit het de jaren 1631 en 1643. 
Het exterieur is eenvoudig en bezit slechts enkele decoraties van enkele sierbakstenen in de vorm van kruisen en boven het rechthoekige westelijke portaal een beeld van de Moeder Gods. Het maaswerk van de ramen in de kerk is van zandsteen. Onder de Biechtkapel bevindt zich het Coemeterium novum, een aan de oostelijke buitenkant toegankelijke grafkelder met kruisgewelven en 42 nissen voor graven, die sinds 1752 werden gebruikt.    

## Inventaris
- De gotische eikenhouten deur naar de sacristie is versierd met cassetten en stamt vermoedelijk uit circa 1500. De 1,98 meter en 83 cm brede deur heeft in het bovenste deel naast elkaar aangebrachte monogrammen "IHS" en "ma" (Maria).
- Een Zuid-Duits Madonnabeeld uit de 16e eeuw bevindt zich in de Biechtkapel van 1958.
- Aan de zuidelijke muur is een voorstelling van "Ecce Homo" aangebracht, waarschijnlijk een restant van een Passie-altaar (begin 17e eeuw).
- De kansel uit de eerste helft van de 17e eeuw staat aan de noordelijke muur opgesteld. Op het klankbord bevindt zich een beeld van een cisterciënzer persoon (mogelijk Bernardus van Clairvaux).
- In de koorruimte zijn zes houten beelden te zien uit vermoedelijk circa 1700. Ze stellen Maria Magdalena (met schedel), de heilige Barbara (toren), den heilige Wigbert (druif en wijnvat), Robert van Molesme (medestichter van de  cisterciënzers, met als attribuut een kerk), Catharina van Siena (palmtak en kruis) en Gertrudis van Helfta (met een gloeiend hart en kruis) voor.
- De piëta bij de hoofdingang onder het orgel is uit de 18e eeuw.
- In het midden van de noordelijke muur is een van het vroegere hoogaltaar afkomstige kruisigingsgroep die uit de tweede helft van de 18e eeuw stamt.
- Het neogotische hoogaltaar uit het einde van de 19e eeuw toont scènes uit het leven van Maria en stamt uit Bonn-Endenich. De ramen achter het hoogaltaar zijn tevens met Mariale thema's versierd en werden in 1949 gerenoveerd.
- Een ouder koorgestoelte.
- Enkele recentere ramen werd in 1953 door Georg Meistermann gemaakt.

## Orgel
Op de oude orgelgalerij werd in 1983 door de orgelbouwer Franz Breil uit Dorsten een nieuw orgel gebouwd, nadat een renovatie van de voorganger niet meer de moeite waard was. In het nieuwe orgel werden 22 registers en bijna 1500 pijpen verwerkt.